# Северное дерби (Эредивизи)
Дерби Севера (нид. Derby van het Noorden) — матчи между футбольными командами «Гронинген» и «Херенвен», располагающееся на севере Нидерландов. Представляют нидерландские провинции Гронинген и Фрисландия соответственно.

## История
Хотя ФК Гронинген и СК Херенвен впервые сыграли друг с другом в 1974 году, соперничество началось только в середине 1990-х годов. В 1970-х и 1980-х годах Гронинген был крупнейшим и самым успешным футбольным клубом в северных провинциях. Гронинген был постоянным участником в Эредивизи, несколько раз квалифицировался в еврокубки и был четверым клубом в Нидерландах по посещаемости, после Аякса, Фейеноорда и ПСВ. В отличие от «Гронингена», «Херенвен» не играл в Эредивизи до сезона 1990-91 годов. Это противостояние сложилось по мере упадка «Камбюра», и до его формирования болельщики обеих команд в целом имели вполне дружеские отношения. В отличие от вражды «Херенвена» с «Камбюром», их соперничество с «Гронингеном» обычно проходит без насилия. Зачастую за несколько дней до игр между командами болельщики обоих клубов дразнят и подшучивают над друг другом игривыми и дерзкими выходками. Так однажды болельщики «Херенвена» украли со стадиона «Гронингена» отметку центра поля, а также повесили фризский флаг и шутливый баннер на обзорной башне Гронингена. Ещё одной яркой выходкой болельщиков «Херенвена» стал завоз строительного мусора на передний двор дома президента «Гронингена». В такой способ фризы пошутили над остановкой строительства новой арены соседей «Еуроборга» из-за серьёзной дизайнерской ошибки. В свою очередь болельщики «Гронингена» перекрашивали в свои цвета виадук возле Херенвена а также пытались сделать это со статуей легенды «Херенвена» Абе Ленстры. Годом спустя в сезоне 2001/02 болельщики «Гронингена» наградили игрока «Херенвена» Антони Люрлинга персональной наградой «самая большая измена сезона» подарив ему швейную машинку. Той же неделей болельщики «Гронингена» изменили городские знаки Херенвена на «Херенвен отстой». В следующем сезоне болельщики «Гронингена» подразнили своих соседей, установив пограничный пост между провинциями Фрисландия и Гронинген.

## Статистика матчей
|        | Херенвен | Гронинген |
| ------ | -------- | --------- |
| Победы | 32       | 19        |
| Ничьи  | 19       | 19        |
| Игры   | 70       | 70        |